# General de divisão
General de divisão (pré-AO 1990: general-de-divisão) é o posto intermediário entre general de brigada e general de exército. É usado nos exércitos brasileiro, espanhol e francês. Os generais de divisão, também chamados informalmente "generais de 3 estrelas", são aptos a comandar uma Divisão. Atualmente, existem quarenta e oito cargos de general de divisão no Exército Brasileiro, no qual comandam uma divisão ou região militar ou exercem funções administrativas de alto nível.

## Distintivos de general de divisão

### Distintivos nos exércitos

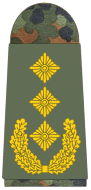
Alemanha: Generalleutnant
Argentina: General de División
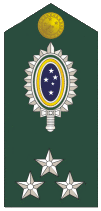
Brasil: General de Divisão
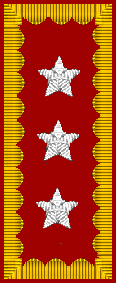
Chile: General de División
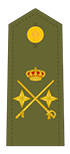
Espanha: General de División
Estados Unidos: Lieutenant General
França: Général de Division
Japão Rikushō
Portugal: Tenente General
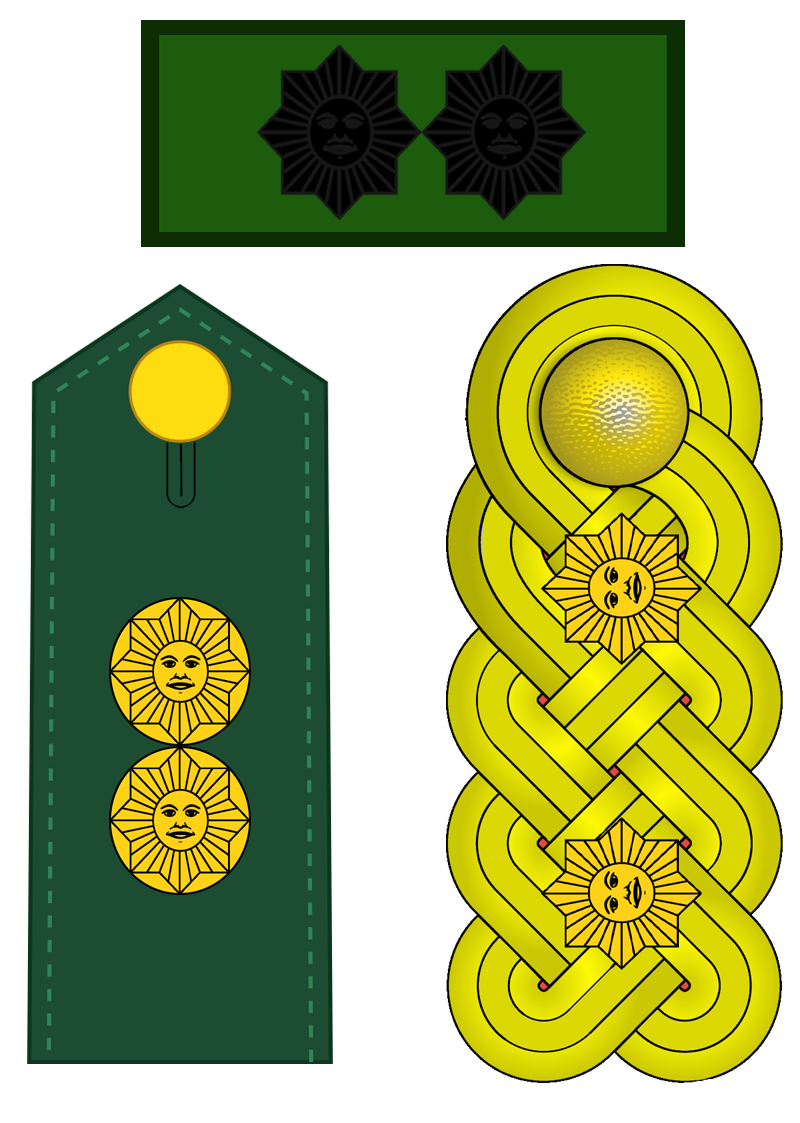
Venezuela: General de División